# Liste des tournées de Britney Spears

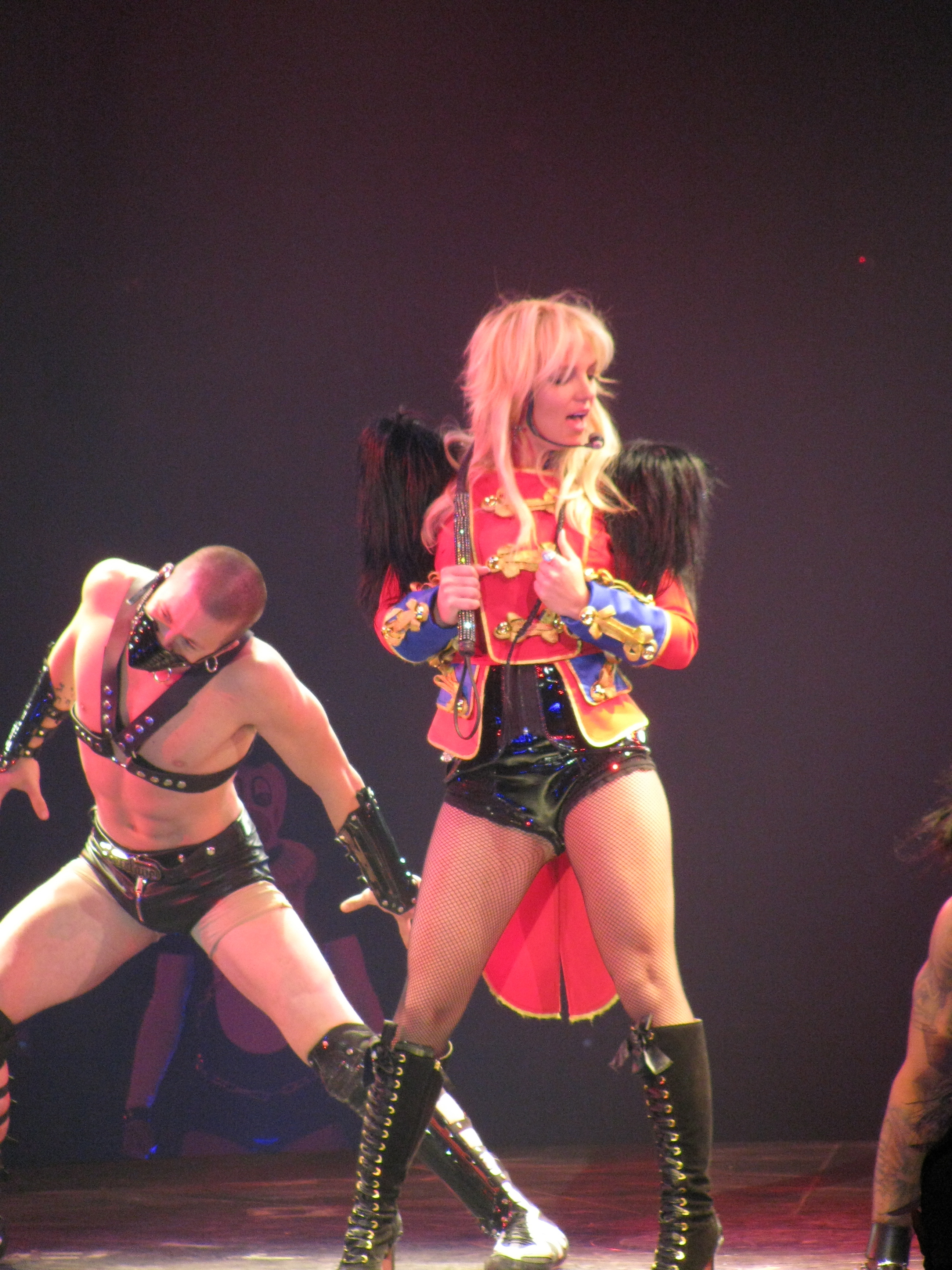
Spears pendant le Circus Tour.

La chanteuse américaine Britney Spears compte six tournées en tête d'affiche, cinq s'étant jouées à l'international. Elle ouvre d'abord en concert pour NSYNC avant d'entamer sa propre première tournée en tête d'affiche entre 1999 et 2000, le ...Baby One More Time Tour, seulement en Amérique du Nord. Son succès mène à des dates supplémentaires intitulées Crazy 2K. Jae-Ha Kim du Chicago Sun-Times commente que « Spears a ce petit 'truc' qui faisait le succès des pin-ups par le passé. » En 2000 et 2001, elle joue la tournée Oops!... I Did It Again World Tour à l'international. Elle est bien accueillie surtout grâce à l'énergie de Spears en concert. Elle entame ensuite le Dream Within a Dream Tour en 2001 et 2002, visitant le Japon et le Mexique pour la première fois. Les performances s'accompagne d'effets spéciaux, la « pièce de résistance » étant un écran qui pompait plus de deux tonnes d'eau sur scène pendant un rappel du morceau ...Baby One More Time. Pendant un concert à Miami, Britney arrête son concert considérant qu'il était trop dangereux de jouer sous la pluie.
The Onyx Hotel Tour (2004) marque un retour après deux ans d'absence à la suite de sa rupture avec Justin Timberlake. Spears voulait jouer un concert organisé dans différents endroits d'un hôtel,. Spears annulera sa tournée après s'être blessée lors du tournage du clip pour le morceau Outrageous. The Onyx Hotel Tour engrange $34 millions de bénéfice, en plus des $30 millions de produits dérivés, faisant de Spears la chanteuse ayant rapporté les plus gros bénéfices grâces aux produits dérivés. La tournée suivante, The M+M's, se fait en 2007. Cette tournée se compose de six brefs concerts de 15 minutes aux clubs House of Blues à travers les US. En septembre 2009, Spears joue quelques concerts pour plus de dix millions de personnes.
Le 27 décembre 2013, Spears entame son émission Britney: Piece of Me, au Planet Hollywood Resort and Casino de Las Vegas. En été 2017, Spears amène l'émission lors d'une tournée asiatique, sous le titre de Britney: Live in Concert. En 2018, Spears est annoncé en Europe.

## Tournées
| 1999 | ...Baby One More Time Tour          | 28 juin 1999 – 20 avril 2000 (Amérique du Nord) | 80 |
| Le …Baby One More Time Tour est la première tournée de Britney Spears. Elle vise à promouvoir son premier album studio, ...Baby One More Time paru en 1999 et s'est exclusivement déroulé en Amérique du Nord, entre les États-Unis et le Canada. Une extension de la tournée, intitulé Crazy 2K, est annoncé en décembre 1999. Certaines modifications ont été apportées au cours de l'extension de la tournée en 2000, les reprises sont remplacées par le second opus de la chanteuse, Oops!... I Did It Again. |                                     | |    |
| 2000–2001 | Oops!... I Did It Again Tour        | 20 juin 2000 – 20 septembre 2000 (Amérique du Nord) 8 octobre 2000 – 21 novembre 2000 (Europe) 18 janvier 2001 (Amérique du Sud)                                                                                                   | 85 |
| Le Oops!... I Did It Again Tour est une tournée de la chanteuse pop pour soutenir son deuxième album Oops!... I Did It Again. Elle s'est déroulée en 2000. Sa première tournée internationale est devenu l'une des tournées les plus importantes de 2000. |                                     | |    |
| 2001–2002 | Dream Within a Dream Tour           | 1er novembre 2001 – 21 décembre 2001 (Amérique du Nord) 25 avril 2002 (Asie) 24 mai 2002 – 28 juillet 2002 (Amérique du Nord) | 68 |
| Le Dream Within A Dream Tour est la quatrième tournée de la chanteuse pour soutenir son troisième album Britney. Elle s'est déroulée en 2001 et 2002. |                                     | |    |
| 2004 | The Onyx Hotel Tour                 | 2 mars 2004 – 14 avril 2004 (Amérique du Nord) 26 avril 2004 – 6 juin 2004 (Europe) | 54 |
| The Onyx Hotel Tour est sa quatrième tournée afin de promouvoir son quatrième album studio In the Zone. Elle s'est déroulée entre l'Amérique du Nord et l'Europe. Cette série de concerts pour promouvoir l'opus est annoncée en décembre 2003. Son nom d'origine était le In the Zone Tour, mais Britney Spears fut poursuivie pour contrefaçon de marque et interdite d'utiliser ce nom. La chanteuse se sentait inspirée sur le fait de créer un spectacle qui aurait pour thème un hôtel et plus tard, cela sera mixé avec le concept d'une pierre d'onyx. Elle subit alors une arthroscopie et se voit contrainte d'annuler le reste de la tournée. En 2005, Britney Spears poursuit en justice sa compagnie d'assurance qui lui refuse tout remboursement pour l'annulation.                       |                                     | |    |
| 2007 | The M+M's Tour                      | 1er mai 2007 – 20 mai 2007 (Amérique du Nord) | 6  |
| The M+M's Tour est une mini tournée de Britney Spears. Elle commence à répéter, dans le secret, pour un spectacle dans une salle de concert House of Blues et donne une performance surprise le 25 avril 2007 à Los Angeles. La tournée débute à San Diego, c'est le premier concert de Spears depuis la fin de sa tournée, The Onyx Hotel Tour en juin 2004. |                                     | |    |
| 2009 | The Circus Starring: Britney Spears | 3 mars 2009 – 5 mai 2009 (Amérique du Nord) 3 juin 2009 – 26 juillet 2009 (Europe) 20 août 2009 – 27 septembre 2009 (Amérique du Nord) 6 novembre 2009 – 29 novembre 2009 (Océanie)                                                | 97 |
| The Circus Starring: Britney Spears (communément appelé Circus Tour) est sa cinquième tournée mondiale pour promouvoir son sixième album studio Circus et aussi son précédent album, Blackout qui n'avait pas été promu. La tournée est un succès commercial, avec un total brut de 131,8 millions de dollars de bénéfices. Un grand nombre de billets ont été vendus dans la semaine ayant suivi l'annonce des concerts, ce qui a incité les organisateurs à ajouter plus de dates. La tournée a également battu des records de fréquentation dans de nombreuses villes et de tous les spectacles en Amérique du Nord étaient complets. Le Circus Tour devient le cinquième plus gros succès de 2009 en matière de tournée, ainsi que la cinquième tournée la plus lucrative pour une artiste féminine. |                                     | |    |
| 2011 | Femme Fatale Tour                   | 16 juin 2011 – 25 août 2011 (Amérique du Nord) 22 septembre 2011 – 9 novembre 2011 (Europe) 11 novembre 2011 (Asie) 15 novembre 2011 – 28 novembre 2011 (Amérique du Sud) 1er décembre 2011 – 10 décembre 2011 (Amérique centrale) | 79 |
| Le Femme Fatale Tour est sa sixième tournée pour promouvoir son septième album studio, Femme Fatale. La tournée, officiellement annoncé en mars 2011, a débuté le 16 juin 2011 à Sacramento aux États-Unis, et s'est achevée à San Juan à Porto Rico le 10 décembre 2011. Elle a traversé l'Amérique du Nord, l'Europe et l'Amérique du Sud avec par ailleurs une date en Asie. Le show a fait l'objet d'une captation lors des concerts de Toronto en août 2011 afin d'être retransmis à la télévision et commercialisé en DVD et Blu-Ray. La tournée a été la onzième tournée la plus importante de 2011, engrangeant 68,7 millions de dollars. |                                     | |    |
| 2016–18 | Piece of Me Tour                    | 27 septembre 2016 (Europe) 3 juin 2017 – 3 juillet 2017 (Asie) 12 juillet 2018 – 29 juillet 2018 (Amérique du Nord) 4 août 2018 – 1er septembre 2018 (Europe) 21 octobre 2018 (Amérique du Nord)                                   | 43 |
| Piece of Me Tour (aussi appelé Britney: Live in Concert ou Britney Spears: Piece of Me Exclusive Limited Tour) est la neuvième tournée musicale de la chanteuse, visant à promouvoir sa résidence de spectacle à Las Vegas, Britney: Piece of Me dans le monde, ainsi que la promotion de son neuvième album studio, Glory. Cette nouvelle tournée marque la fin des six années d'absence de Spears sur les scènes du monde entier, étant donné que sa dernière tournée avait lieu en 2011 avec le Femme Fatale Tour. Sa tournée commence au Japon, quatorze ans après son dernier passage lors du Dream Within a Dream Tour en 2002 et marque également ses premières performances aux Philippines, en Israël, en Taiwan, en Thaïlande, en Chine, et à Singapour.                                       |                                     | |    |

## Résidences
| 2013–17 | Britney: Piece of Me | 27 décembre 2013 – 31 décembre 2017 (Amérique du Nord) | 248 |
| Britney: Piece of Me est un spectacle en résidence de la chanteuse, interprété au casino Planet Hollywood à Las Vegas. La résidence, commencée en décembre 2013, devait se terminer à la fin de 2016. En mars 2015, une extension du spectacle jusqu'en 2017 est envisagée, puis confirmée en septembre 2015. Dans l'ensemble, Britney: Piece of Me a engrangé un total de 137,207,234 de dollars avec 916 174 billets vendus en 248 spectacles, selon les rapports de Billboard's Boxscore. |                      |                                                        |     |

## Tournées promotionnelles
| 1998 | L'Oréal Hair Zone Tour | juin 1998 – août 1998 (Amérique du Nord)              | N/A |
| Le Hair Zone Mall Tour est une tournée de la chanteuse américaine Britney Spears. Elle s'est déroulée en 1998. C'est une tournée non internationale pour soutenir son premier album ...Baby One More Time. |                        |                                                       |     |
| 1998 | NSYNC in Concert       | 17 novembre 1998 – 17 janvier 1999 (Amérique du Nord) | 40  |
| Entre 1998 et 1999, Spears s'est produite en première partie du groupe pop NSYNC. Elle s'est produite dans 40 villes des États-Unis, comme Atlanta, Cleveland, St. Louis et Minneapolis. Britney Spears a gagné une communauté conséquente de jeunes filles mais également de garçons grâce au public du groupe, elle est critiquée pour ses chorégraphies frénétiques et ses chansons de haute énergie. |                        |                                                       |     |

## Performances télévisées
| Date               | Événement                             | Ville         | Pays        | Chansons interprétées |
| ------------------ | ------------------------------------- | ------------- | ----------- | --- |
| 1er août 1999      | 1999 Teen Choice Awards               | Santa Monica  | États-Unis  | Sometimes, (You Drive Me) Crazy |
| 9 septembre 1999   | 1999 MTV Video Music Awards           | New York      | États-Unis  | ...Baby One More Time, Tearin' Up My Heart (avec 'N Sync)                                                                                              |
| 11 novembre 1999   | 1999 MTV Europe Music Awards          | Dublin        | Irlande     | ...Baby One More Time, (You Drive Me) Crazy |
| 8 décembre 1999    | Billboard Music Award                 | Las Vegas     | États-Unis  | ...Baby One More Time |
| 23 février 2000    | 42e cérémonie des Grammy Awards       | Los Angeles   | États-Unis  | From the Bottom of My Broken Heart, ...Baby One More Time                                                                                              |
| 7 septembre 2000   | 2000 MTV Video Music Awards           | New York      | États-Unis  | (I Can't Get No) Satisfaction, Oops!...I Did It Again                                                                                                  |
| 8 janvier 2001     | American Music Awards of 2001         | New York      | États-Unis  | Stronger |
| 6 septembre 2001   | 2001 MTV Video Music Awards           | New York      | États-Unis  | I'm a Slave 4 U |
| 4 décembre 2001    | 2001 Billboard Music Awards           | Las Vegas     | États-Unis  | I'm a Slave 4 U |
| 9 janvier 2002     | American Music Awards of 2002         |               | États-Unis  | I'm Not a Girl, Not Yet a Woman |
| 10 février, 2002   | 2002 NBA All-Star Game                | Philadelphie  | États-Unis  | Boys |
| 28 août 2003       | 2003 MTV Video Music Awards           | New York      | États-Unis  | Like a Virgin, Hollywood, Work It (Missy Elliott song) (en) (avec Madonna, Christina Aguilera et Missy Elliott)                                        |
| 4 septembre 2003   | National Football League Kickoff game | Washington    | États-Unis  | Me Against the Music, ...Baby One More Time, I'm a Slave 4 U                                                                                           |
| 16 novembre 2003   | American Music Awards of 2003         | Los Angeles   | États-Unis  | Me Against the Music |
| 17 novembre, 2003  | ABC Britney Spears: In the Zone       | New York      | États-Unis  | Toxic, Breathe on Me, Boys, I'm a Slave 4 U, (I Got That) Boom Boom (avec Ying Yang Twins), Everytime, ..Baby One More Time, Me Against the Music      |
| 24 janvier 2004    | NRJ Music Awards                      | Cannes        | France      | Toxic |
| 9 septembre 2007   | 2007 MTV Video Music Awards           | Las Vegas     | États-Unis  | Trouble (intro) / Gimme More |
| 2 décembre 2008    | Good Morning America                  | New York      | États-Unis  | Womanizer, Circus |
| 29 mars 2011       | Good Morning America                  | San Francisco | États-Unis  | Hold It Against Me, Big Fat Bass, Till the World Ends                                                                                                  |
| 29 mars 2011       | Jimmy Kimmel Live                     | Los Angeles   | États-Unis  | Hold It Against Me, Big Fat Bass, Till the World Ends                                                                                                  |
| 3 avril 2011       | MTV I Am the Femme Fatale,            | Las Vegas     | États-Unis  | Hold It Against Me, Big Fat Bass Till the World Ends                                                                                                   |
| 22 mai 2011        | 2011 Billboard Music Awards           | Nevada        | États-Unis  | S&M Remix (avec Rihanna), Super Bass / Till the World Ends (avec Nicki Minaj)                                                                          |
| 17 mai 2015        | 2015 Billboard Music Awards           | Las Vegas     | États-Unis  | Pretty Girls (avec Iggy Azalea) |
| 22 mai 2016        | 2016 Billboard Music Awards           | Las Vegas     | États-Unis  | Work Bitch, Womanizer, I Love Rock 'n' Roll, Breathe on Me, I'm a Slave 4 U, Touch of My Hand, Toxic                                                   |
| 28 août 2016       | MTV Video Music Awards 2016           | New York      | États-Unis  | Make Me..., Me, Myself & I (avec G-Eazy) |
| 1er septembre 2016 | Good Morning America                  | Las Vegas     | États-Unis  | Make Me..., Do You Wanna Come Over? |
| 24 septembre 2016  | 2016 iHeartRadio Music Festival       | Las Vegas     | États-Unis  | Work Bitch,Womanizer, I'm a Slave 4 U, Do You Wanna Come Over?, Missy Elliott Medley, Toxic, Stronger, Crazy, Make Me..., Me, Myself & I (avec G-Eazy) |
| 1er octobre 2016   | The Jonathan Ross Show                | Londres       | Royaume-Uni | Make Me... |
| 31 décembre 2017   | Dick Clark's New Year's Rockin' Eve   | Las Vegas     | États-Unis  | Work Bitch |
| 1er janvier 2018   | Dick Clark's New Year's Rockin' Eve   | Las Vegas     | États-Unis  | Toxic |

## Pays visités
| Amériques | Europe | Asie | Océanie     |
| --- | --- | --- | ----------- |
| - Amérique du Nord : - États-Unis - Canada - Mexique - Amérique du Sud : - Argentine - Brésil - Chili - Venezuela - Porto Rico - République dominicaine - Colombie - Pérou | - Allemagne - Autriche - Belgique - Croatie - Danemark - Espagne - Finlande - France - Hongrie - Irlande - Italie - Norvège - Pays-Bas - Portugal - Ukraine - Royaume-Uni - Angleterre - Écosse - Irlande du Nord - Russie - Suède - Suisse | - Chine ( Taïwan, Hong Kong) - Corée du Sud - Émirats arabes unis - Israël - Japon - Philippines - Singapour - Thaïlande | - Australie |
| Total : 40 pays | | |             |